# Чемпионат мира по полумарафону 1994
Чемпионат мира по полумарафону 1994 прошёл 24 сентября 1994 года в Осло, Норвегия.
Дистанция полумарафона проходила по улицам города. Всего было проведено 2 забега. Определялись чемпионы в личном первенстве и в командном. Командный результат — складываются три лучших результата от страны и по сумме наименьшего времени определяются чемпионы.
В соревнованиях приняли участие 215 легкоатлетов из 47 стран мира.

## Результаты

### Мужчины
| Первенство | Золото                                                        | Серебро                                                               | Бронза                                                           |
| Личное     | Халид Сках 1:00.27                                            | Герман Сильва 1:00.28                                                 | Рональдо да Коста 1:00.54                                        |
| Командное  | Кения · Годфри Кипротич · Шем Корориа · Эндрю Масаи · 3:03.36 | Мексика · Герман Сильва · Мартин Питайо · Бенджамин Паредес · 3:03.47 | Марокко · Халид Сках · Салах Иссу · Абделькадир Муазиз · 3:05.58 |

### Женщины
| Первенство | Золото                                                            | Серебро                                                                     | Бронза                                                            |
| Личное     | Элана Мейер 1:08.36 CR                                            | Юлия Негура 1:09.15                                                         | Анюта Катуна 1:09.35                                              |
| Командное  | Румыния · Юлия Негура · Анюта Катуна · Елена Фидатоф · 3:29.03 CR | Норвегия · Хильда Ставик · Брюнхильда Сайнстнес · Грете Киркеберг · 3:33.36 | Япония · Мэри Танигава · Минэко Ватанабэ · Юкари Комацу · 3:35.39 |

CR — рекорд чемпионата.